# Victor Diancourt
Louis Victor Diancourt, né à Reims le 5 octobre 1825 et mort dans cette ville le 11 mai 1910, est un homme politique français.

## Biographie
Il fait ses études au Collège royal de 1836 à 1844, avant de suivre des études de droit à Paris. Licencié en 1852, il revient à Reims comme avocat stagiaire. Il fut ensuite négociant en laines, avec Alexandre Delammotte ; puis en association avec Charbonneaux, Delautel et Kauffeisen en 1859 en tissus. En 1868, il fonde le journal L'Indépendant Rémois.

### Homme politique
Il est élu conseiller municipal en 1870, et maire de Reims de 1872 à 1881.
En 1872, à la suite du terrible incendie qui ravage le quartier du faubourg Cérès, il décide, avec Alfred de Tassigny, fondateur et commandant du corps des sapeurs-pompiers de Reims, de créer une section auxiliaire des pompiers dont le but sera, en cas d'incendie, de sauvegarder les biens et de secourir les blessés: c'est la compagnie de sauveteurs de Reims qui naît cette année-là.
En 1879, Diancourt est élu député de la 1re circonscription de la Marne, à la suite de l'élection de Médéric Le Blond au Sénat. Il n'est pas candidat lors des législatives de 1881, mais en 1886, à la suite du décès de Médéric Le Blond, il est élu sénateur. Il siège au Palais du Luxembourg jusqu'en 1906.
Lors de la séance du conseil municipal de Reims en date du 29 juin 1913 et en hommage à l'ancien maire Victor Diancourt, une partie du boulevard Dieu-Lumière est renommée au nom de boulevard Diancourt.

### Amateur d'art
Amateur d'art et bibliophile, il avait fondé en 1865 une Société de conférences intimes avec Henrot, Courmeaux, Lasserre, Pieton et Lantiome et faisait partie de l'Académie nationale de Reims. Il a légué au Musée des beaux-arts de Reims et à la Bibliothèque municipale ses importantes et très précieuses collections. Les 20 000 volumes que comprenait le legs se trouvaient à l'Hôtel de Ville ; l'incendie de mai 1917 en détruisit plus de 16 000.
Décédé au 10, place Godinot, il repose au cimetière du Nord de Reims.

## Décorations
- Chevalier de la Légion d'honneur (1876)[6]

## Représentations

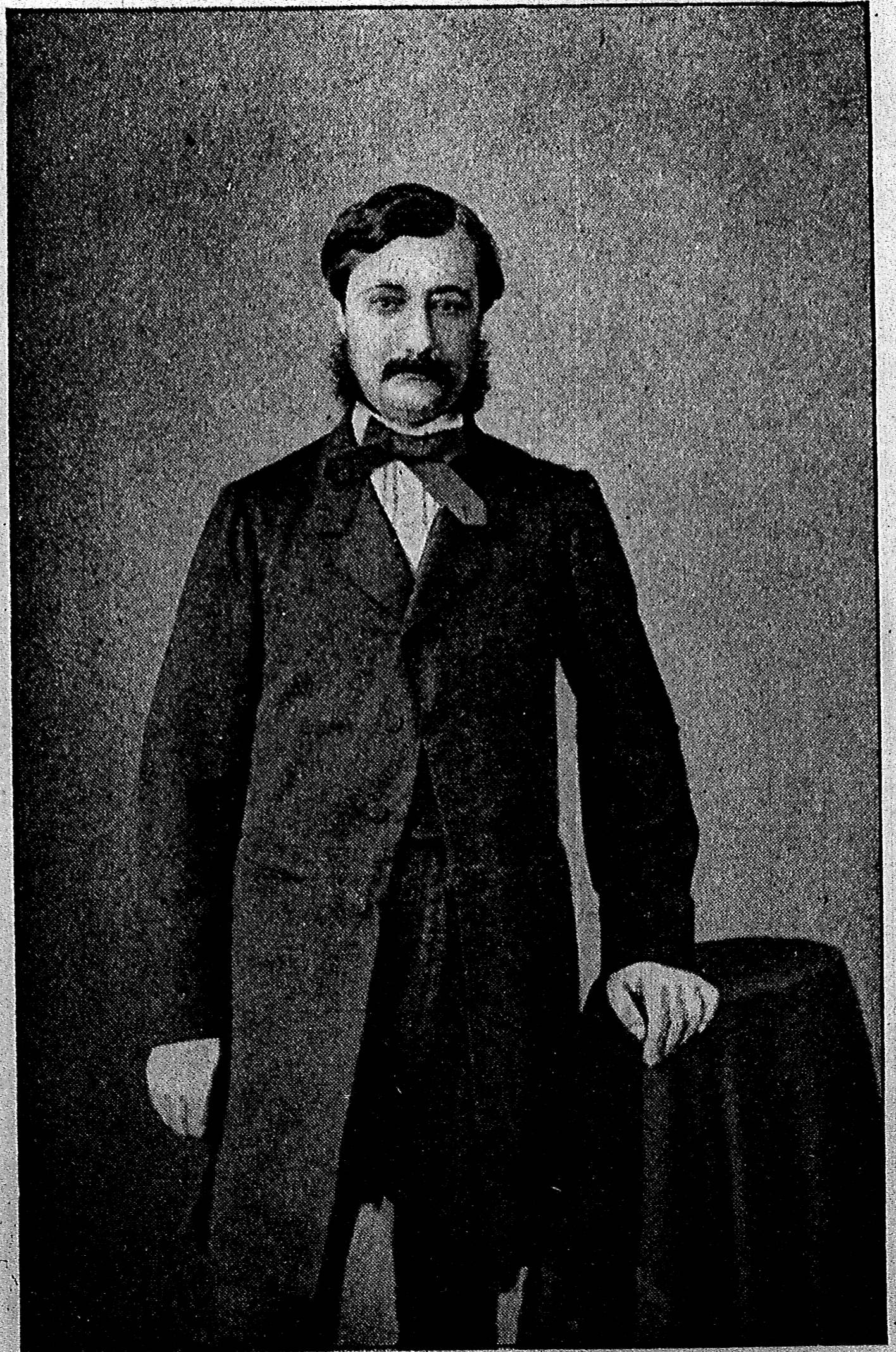
En 1870,
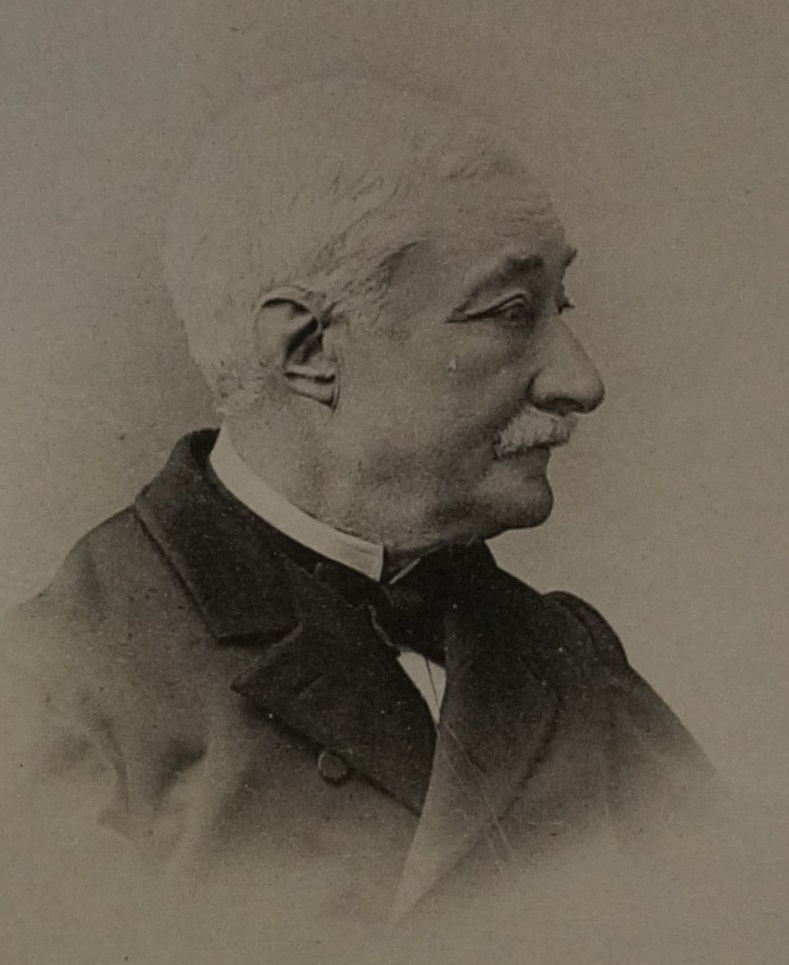
député,
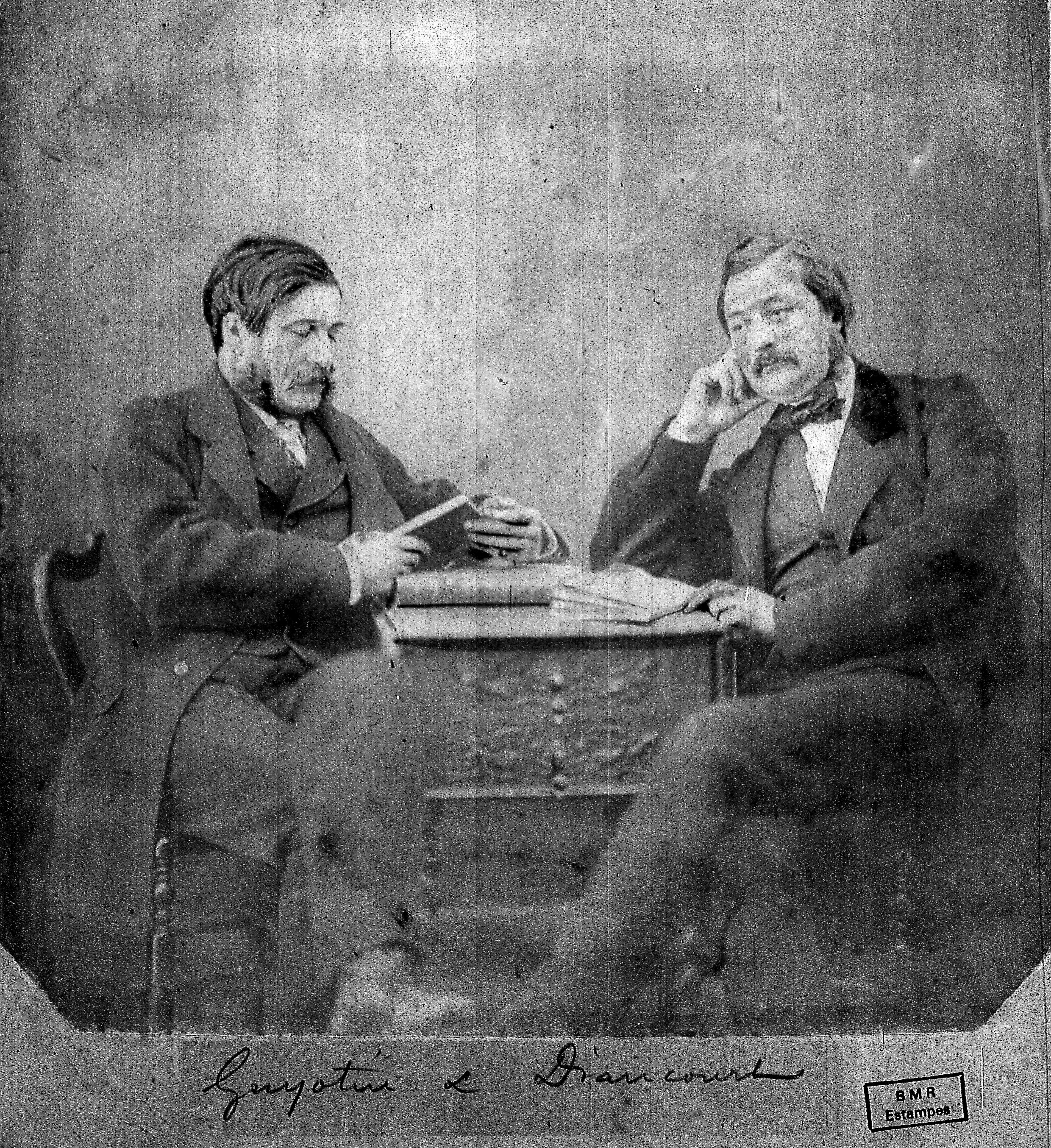
Diancourt et Guyotin.
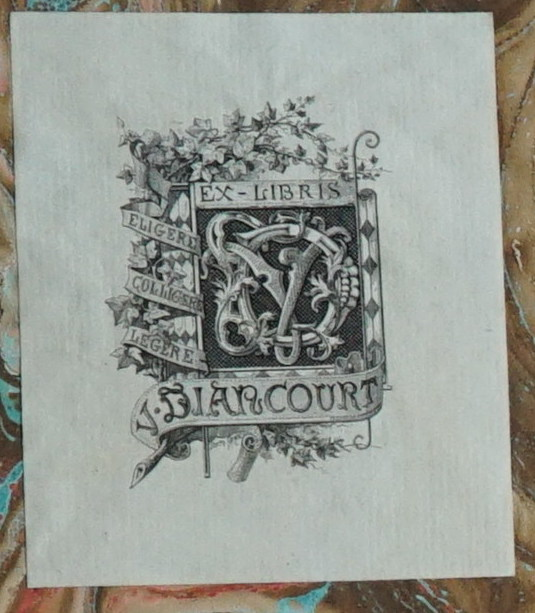
Son ex-libris.
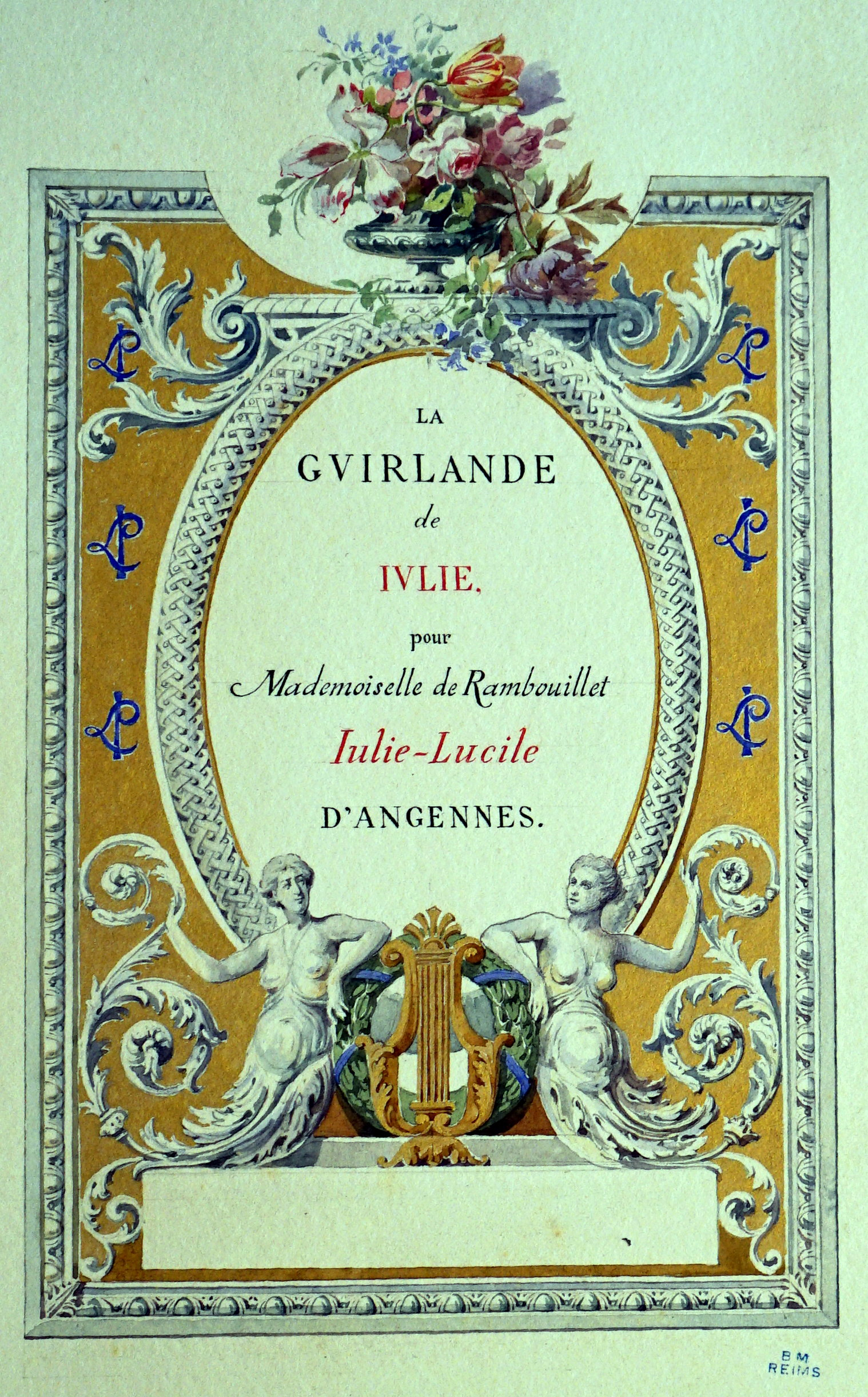
Sa Guirlande de Julie, calligraphie et dessins de Eugène Auger.

## Sources
- « Victor Diancourt », dans Adolphe Robert et Gaston Cougny, Dictionnaire des parlementaires français, Edgar Bourloton, 1889-1891 [détail de l’édition]
- Sabine Maffre, Jean-Louis Haquette : catalogue de l'exposition Le goût des livres : Victor Diancourt, collectionneur champenois : exposition bibliothèque municipale de Reims, 9 septembre au 10 décembre 2016, EPURE, Reims, 2016.